# Schatzkammer Kemnade
Die Schatzkammer Kemnade war ein Museum zur Geldgeschichte auf Haus Kemnade, Hattingen.
Es wurde von der Sparkasse Bochum betrieben.
Die Sammlung der Spardosen reichen zurück bis zu einem deutschen Sparschwein aus dem 13. Jahrhundert, einer venezianischen Ballusterdose aus Porzellan, amerikanische Spardosen aus Gusseisen und verschiedene Sparbehälter aus Silber und Gold.
Einen weiteren Schwerpunkt bilden Not- und Inflationsgeldscheine.
In der Sammlung befindet sich eine noch funktionstüchtige Bimbo-Box, die viele Bochumer noch vom alten Kaufhaus Kortum her kennen.
Die Schatzkammer Kemnade ist seit dem Hochwasser der Ruhr im Jahr 2021 geschlossen.